# Alt-Wetter
Alt-Wetter ist ein Stadtteil von Wetter (Ruhr) im Ennepe-Ruhr-Kreis (Nordrhein-Westfalen), der bis zur Eingemeindung der südlich der Ruhr liegenden Gemeinden Esborn, Volmarstein und Wengern im Jahre 1970 die eigenständige Stadt Wetter bildete.

## Geografie
Alt-Wetter befindet sich nördlich der Ruhr. Der Stadtteil umfasst die Gemarkung Wetter und liegt umschlossen von einem Ruhrbogen an der Südseite eines Ausläufers des Ardeygebirges. In dem Stadtteil befinden sich mit dem Bürgerbüro, dem im September 2010 eröffneten Ruhrtal-Center und dem erbauten Vivaldi-Park alle wesentlichen Verwaltungs- und Versorgungseinrichtungen, auch für die übrigen Stadtteile der Stadt Wetter.
Zu den wichtigen Ortslagen von Alt-Wetter gehören neben dem Dorf Wetter die Freiheit und das Schöntal. Die Freiheit diente im 13. Jahrhundert als wichtiger Gerichtsort. Das heutige Amtsgericht wurde aufgrund eines preußischen Gesetzes vom 16. Juni 1909 zum 1. Februar 1914 eingerichtet.

## Geschichte

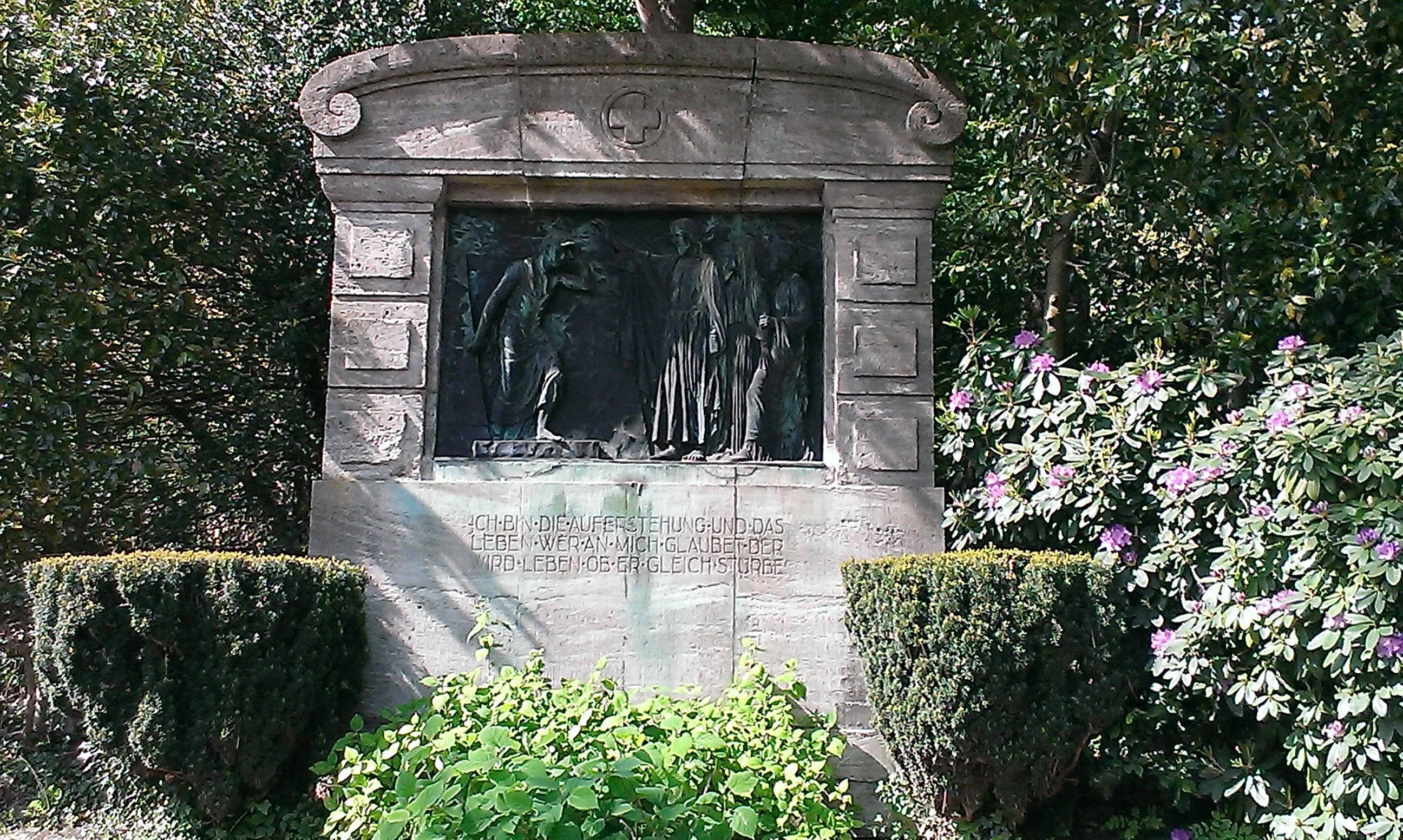
Friedhof Alt-Wetter

Die Stadt Wetter (heute: Alt-Wetter) gehörte ursprünglich zur Grafschaft Mark, die zwischen 1250 und 1274 von den Grafen von der Mark die Burg Wetter wohl hauptsächlich als märkischen Vorposten gegen die kurkölnische Burg Volmarstein errichtete. Mit der Einführung der märkischen Amtsverfassung kam auch zum Beginn des 14. Jahrhunderts ein Amtmann der Grafen von der Mark, der in der Regel dem regionalen Adel angehörte, nach Wetter.
Seit dem 19. Jahrhundert gehörte Wetter zum Landkreis Hagen im Regierungsbezirk Arnsberg der preußischen Provinz Westfalen. Das Stadtrecht, das Wetter 1809 verloren hatte, wurde 1909 wiederverliehen. Seit 1929 gehörte Wetter zum Ennepe-Ruhr-Kreis. Durch das Gesetz zur Neugliederung des Ennepe-Ruhr-Kreises wurde die damalige Stadt Wetter (Ruhr) mit den Nachbargemeinden Esborn, Volmarstein und Wengern zu einer neuen Stadt zusammengeschlossen, die ebenfalls den Namen Wetter (Ruhr) erhielt. Das Gebiet der alten Stadt Wetter bildet seitdem den Stadtteil Alt-Wetter. 
Das Wappen der alten Stadt Wetter (Ruhr) zeigt in Gold (Gelb) einen in drei Reihen zu je acht Feldern von Rot zu Silber (Weiß) geschachteten Balken, darüber ein schwarzes W. Das Wappen zeigt die Zeichen der Grafen von der Mark (Schachbalken) und das „W“ für die Stadt.
Das alte Rathaus Wetter mit der Statue von Freiherr vom und zum Stein, die Villa Bönnhoff und Villa Vorsteher sowie die 1905 errichtete Lutherkirche zählen zu den wichtigsten Bauwerken des Stadtteils. Ebenso bedeutend ist der rund 5,2 Hektar große städtische Friedhof Alt-Wetters, der sich an der Gartenstraße am Südwesthang des Harkortbergs befindet. Seit einigen Jahren trägt er die Bezeichnung „Park der Ruhe“.

## Infrastruktur

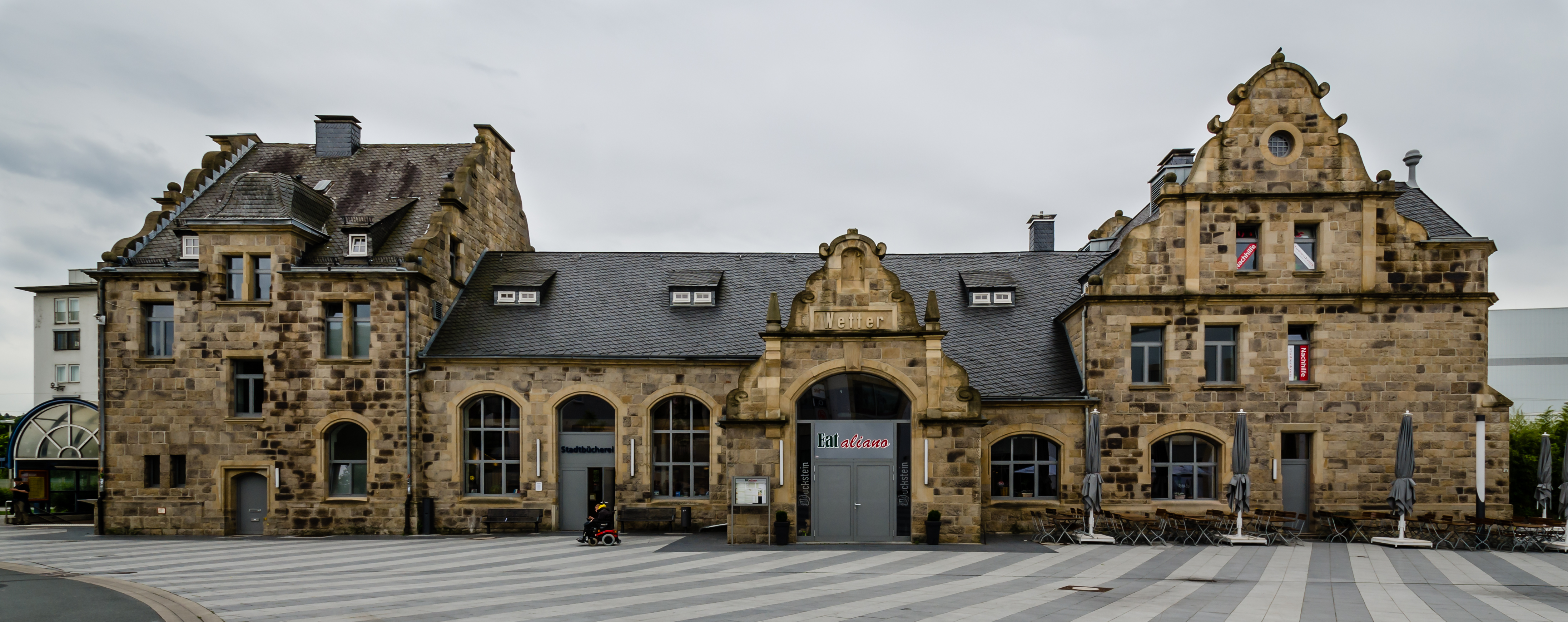
Bahnhof Wetter (Ruhr), Empfangsgebäude von 1905

In Alt-Wetter befindet sich der Bahnhof Wetter (Ruhr), der von mehreren Linien des Schienenpersonennahverkehrs bedient wird, die jeweils im Stundentakt verkehren. Der im Stadtteil Volmarstein befindliche Bahnhof an der Ruhrtalbahn wurde für den Personenverkehr stillgelegt. Seitdem verkehren dort und in Esborn und Wengern Buslinien der Firmen Hoffmann und Killer Bus.

## Sehenswürdigkeiten

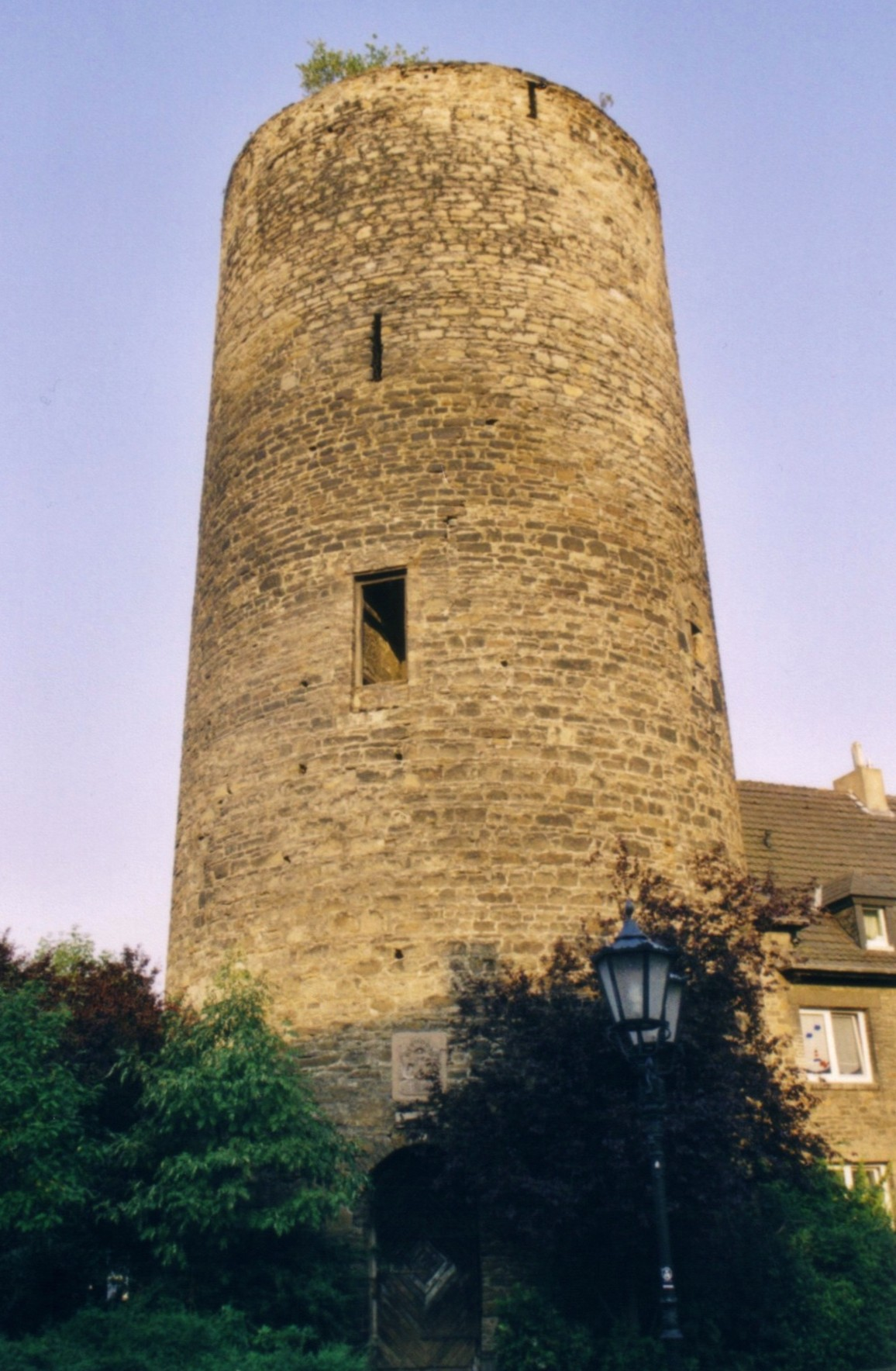
Burg Wetter
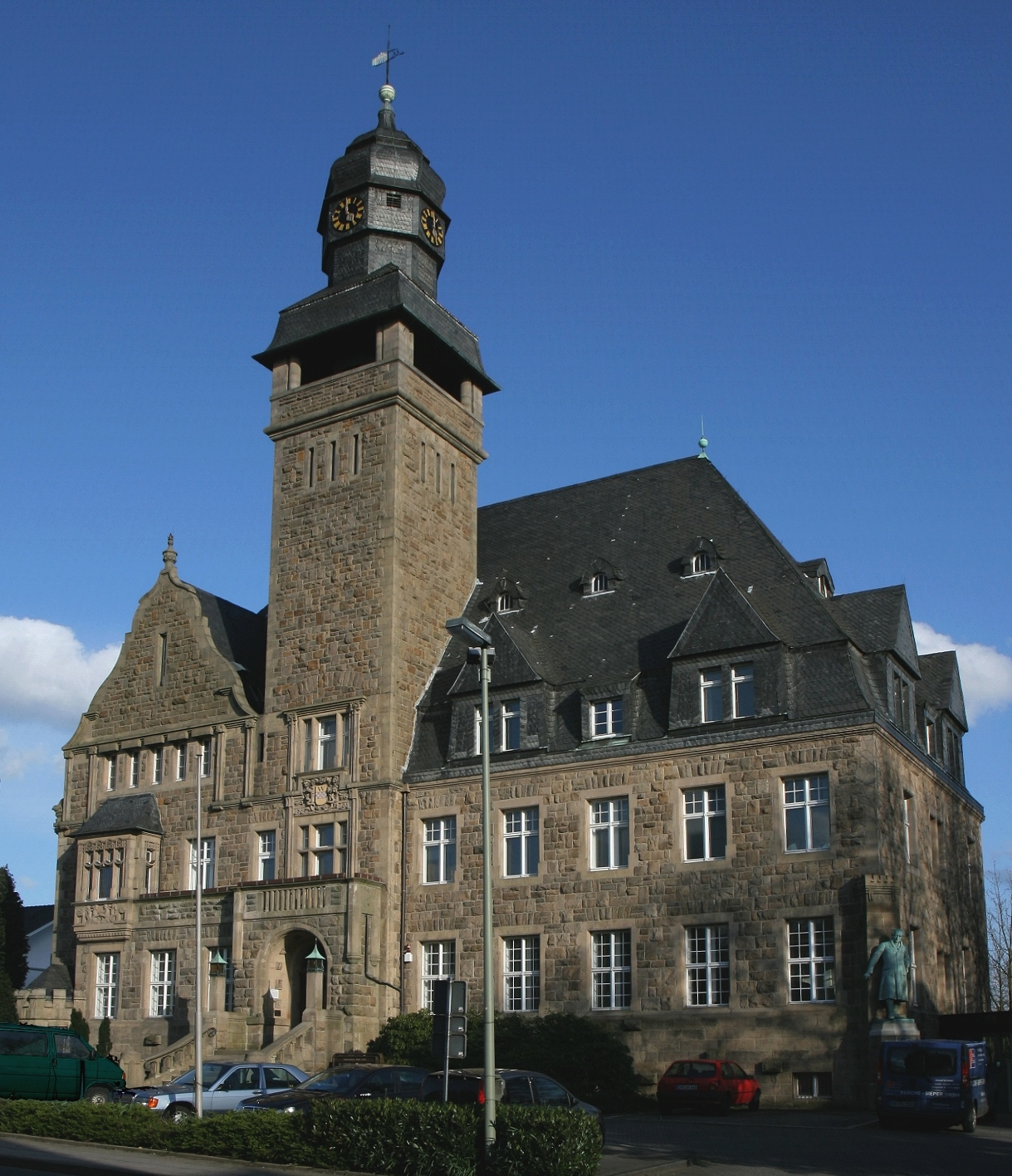
Rathaus Wetter
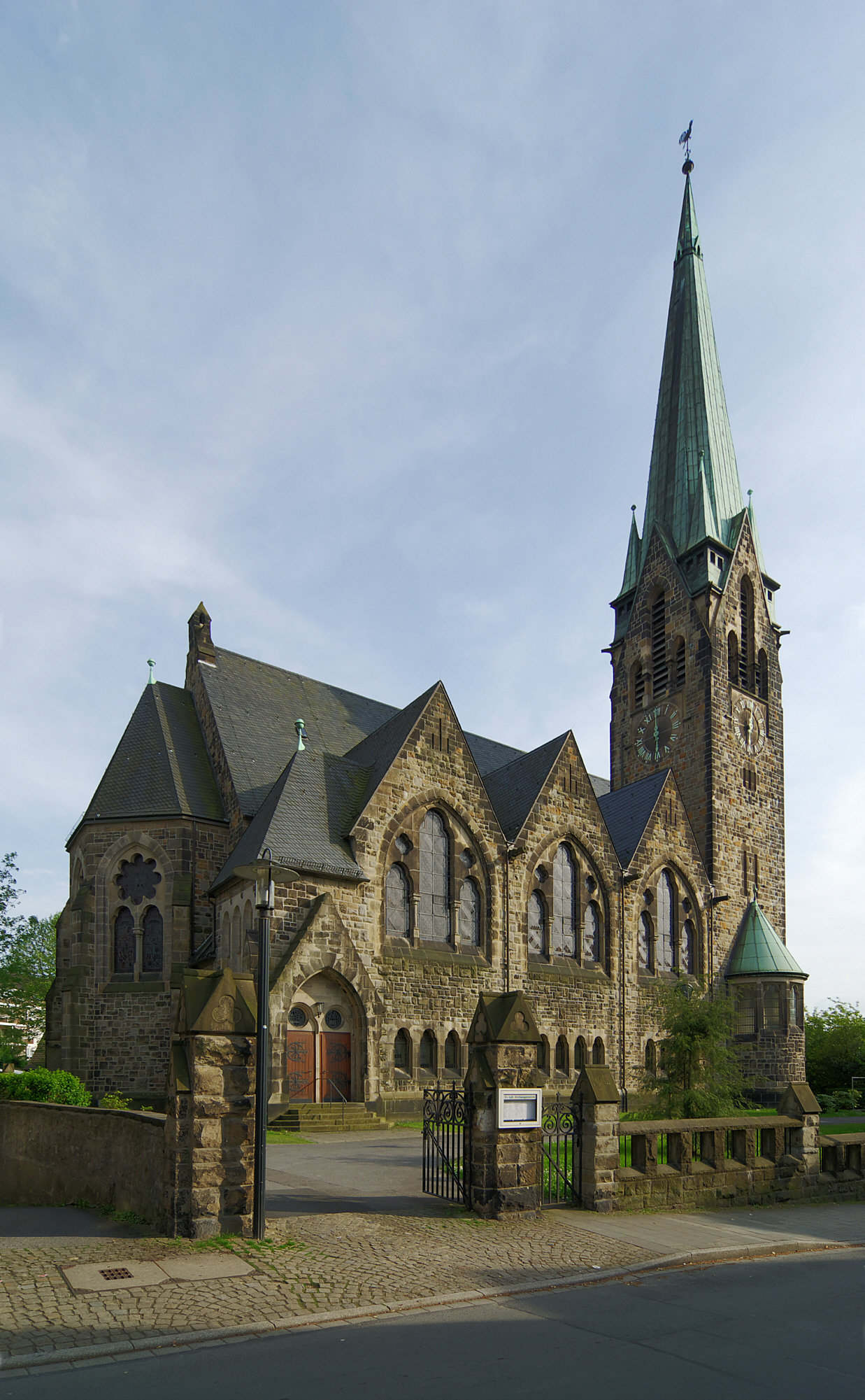
Lutherkirche
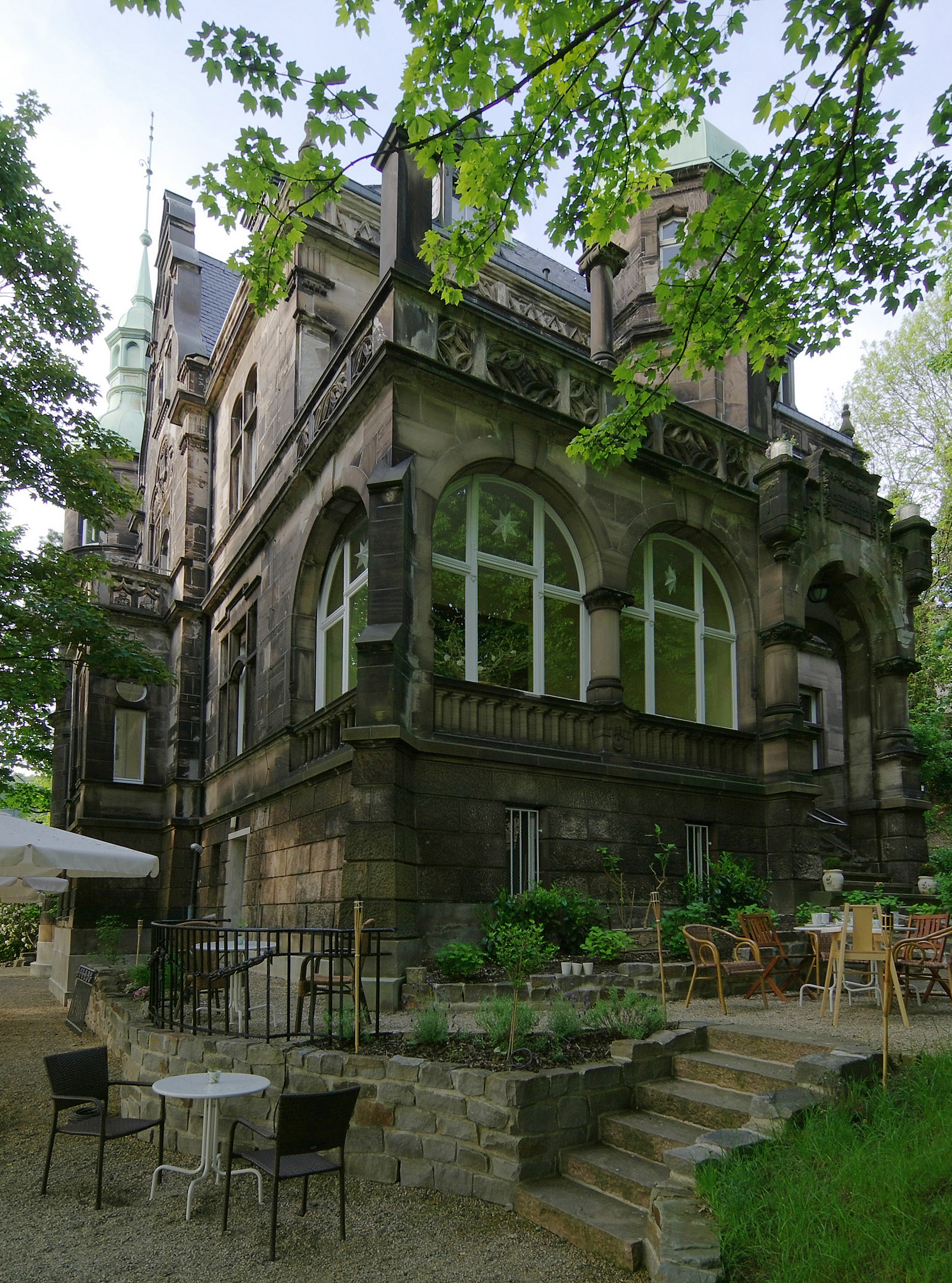
Villa Bönnhoff
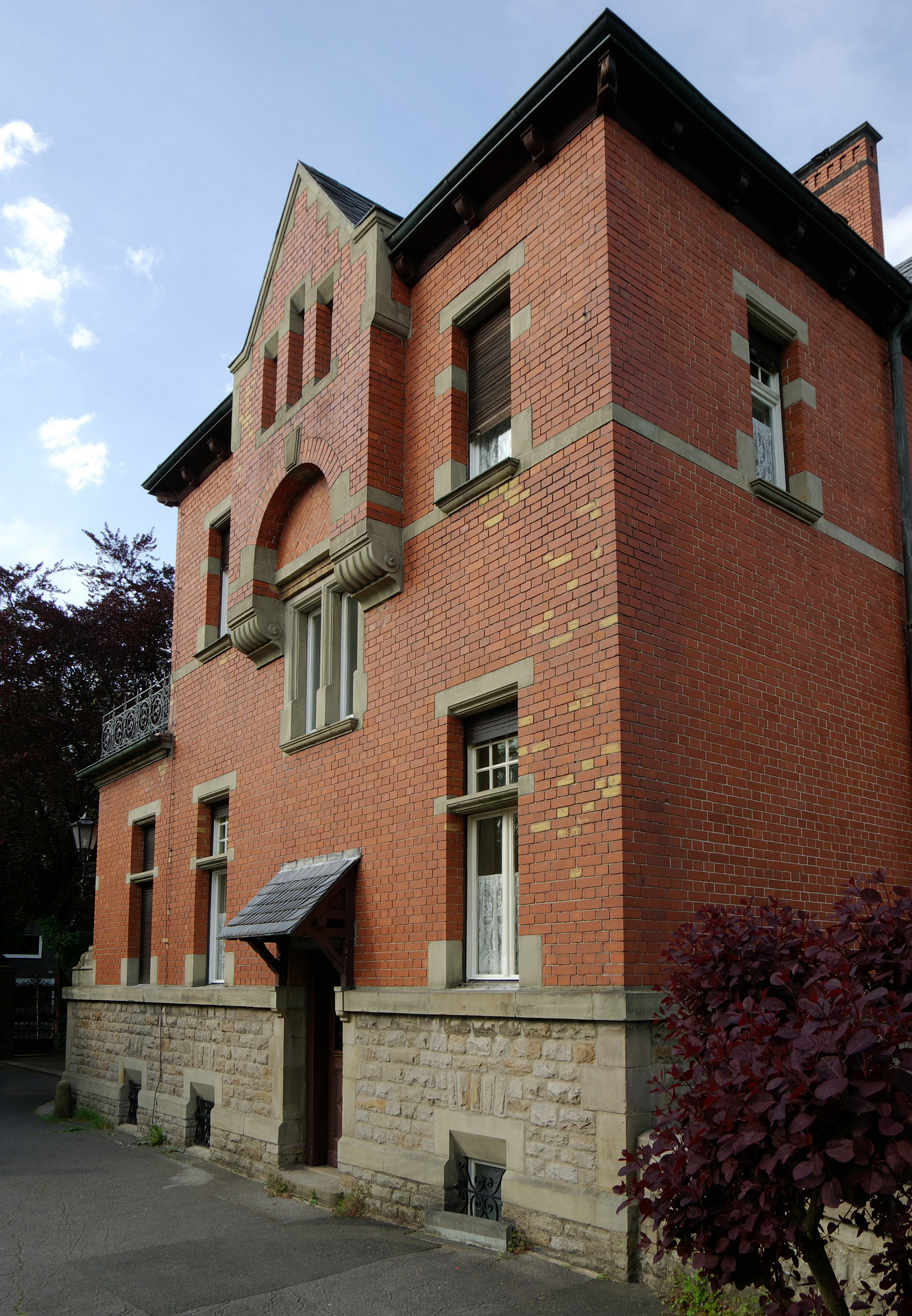
Villa Vorsteher
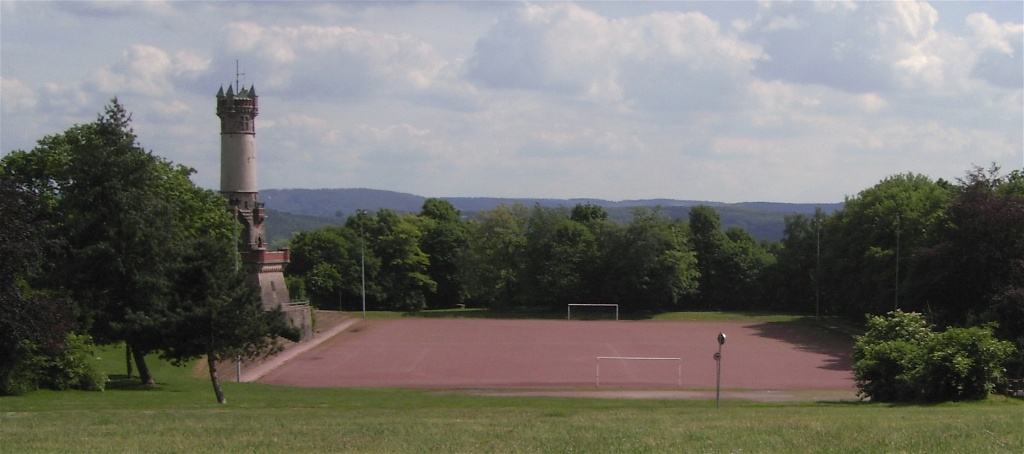
Harkortturm
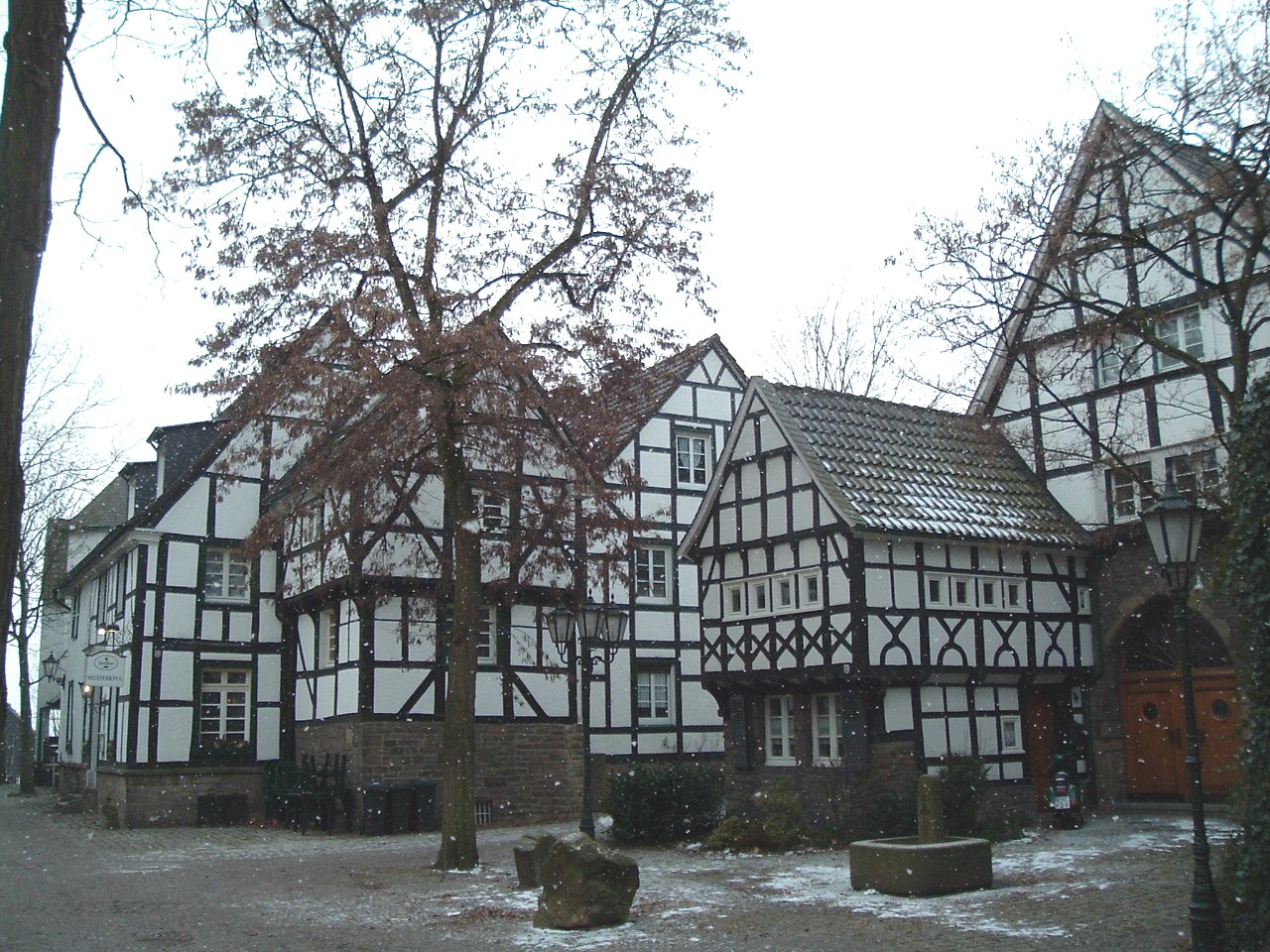
Das Fünf-Giebel-Eck in der Freiheit Alt-Wetter